# Carmina Burana

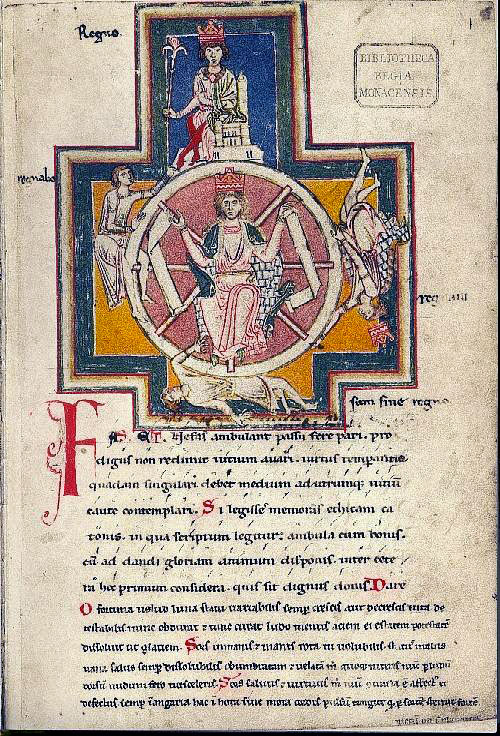
«Колесо фортуни» — одна з мініатюр рукопису «Carmina Burana»

Carmina Burana («Карміна Бурана»), також відомий як Кодекс Буранус (лат. Codex Buranus) — ілюстрований манускрипт, що являє собою рукописну поетичну збірку. Нині перебуває в Мюнхені. Назва манускрипту на латині означає «Пісні Боєрна» (середньовічний монастир Боєрн, нині в Бенедиктбоєрні, Баварія, де рукопис знайшли 1803 року).
У 1847 році вперше рукопис опублікував І. А. Шмеллер, який і дав збірникові назву «Carmina Burana».

## Опис
Це найвідоміша збірка поезії вагантів, або голіардів, — середньовічних мандрівних поетів. Складено в Південній Німеччині в XIII столітті, налічує 315 текстів різного обсягу. Близько 40 віршів збірки забезпечені адіастематичними невмами, щоі не піддаються розшифровці.
Більшість віршів — латинською мовою, деякі на середньонімецькому діалекті, зі вставками давньофранцузької. У той час латинська була мовою міжнаціонального спілкування для мандрівних школярів, університетів і теологів у всій Західній Європі, проте поширення встигли отримати вже і аналогічні вірші на національних мовах, а також макаронічна поезія, де чергуються латинські, і німецькі (чи давньофранцузькі) рядки. У збірник входять твори кількох поетів, таких як Петер з Блуа, Вальтер Шатильонський, Філіп Канцлер, а також анонімний поет, який увійшов в історію як Архипіїта Кельнський.
Склад збірки:
- Пісні повчальні й сатиричні (Carmina moralia et satirica)
- Пісні любовні (Carmina amatoria)
- Застільні пісні (Carmina potoria, літер. Пісні під час випивки; жартівлива «Богослужіння гравців»)
- Театралізовані паралітургічні подання (Ludi, букв. «ігри»)
- Доповнення (Supplementum; пісні німецькою мовою; літургійні драми та ін.)

Тексти ще однієї частини (Carmina ecclesiastica, церковні пісні) не збереглися.

## Сучасне використання мотивів
У 1935 році німецький композитор Карл Орф поклав 24 вірші на власну музику, також названу «Карміна Бурана». Найвідоміший уривок «Фортуна» виконувався і виконується досі різними музикантами. Так само на вірші «Carmina Burana» писали музику і створювали концептуальні альбоми такі гурти напрямків фолк і фолк-метал як Corvus Corax, Saltatio Mortis, Djembe, Drolls, Wolfmare, In Extremo, Tanzwut, Therion, Folk Stone, Faun і багато інших, а пісня «In Taberna» стала однією з найпопулярніших серед сучасних гуртів, які грають середньовічну народну музику.
Популярна пісня «У французькій стороні…» («Прощання з Швабією») є вільним перекладом пісні вагантів «Hospita in Gallia» із збірки «Carmina Burana» (автор перекладу — Лев Гінзбург, музика Давида Тухманова).
«Карміна Бурана» — балет у виконанні Імперського російського балету (режисер Гедимінас Таранда, композитор Карл Орф, хореограф Мурдмаа Травень-Естер).